# Autosan Eurolider 13
Autosan Eurolider 13 – autobus międzymiastowy produkowany seryjnie od początku 2009 roku, początkowo pod oznaczeniem Autosan A1213C Eurolider, przez zakłady Autosan w Sanoku. Należy do modułowej rodziny A12 Eurolider.

## Historia modelu
Prace nad nową modułową rodziną autobusów międzymiastowych rozpoczęły się pod koniec 2006 roku od opracowania jej założeń technicznych. Na początku 2007 roku ruszyły prace projektowe. W październiku 2008 roku podczas targów Transexpo 2008 zaprezentowany został prototyp autobusu Autosan A1213C Eurolider, pierwszy pojazd należący do nowej rodziny Autosan A12. Był on następnie prezentowany na wystawie Persontrafik, która odbyła się w dniach 15-17 października 2008 w Göteborgu. Jego produkcja seryjna rozpoczęła się na początku 2009 roku. Powstał ze względu na zapotrzebowanie w krajach Europy Zachodniej i Północnej na autobusy dwuosiowe o zwiększonych gabarytach dostosowane do nowych norm Unii Europejskiej.
Model ten napędzany jest silnikiem wysokoprężnym Cummins ISBe4 300 spełniającym wymagania normy Euro 4, 6-cylindrowym, rzędowym, o pojemności 6,7 dm3, osiągającym moc maksymalną 221 kW (300 KM) przy 2500 obr./min, zaś maksymalny moment obrotowy 1100 Nm przy 1200-1700 obr./min. Alternatywnie stosowany jest silnik Cummins ISB6.7e5 dostosowany do normy emisji spalin Euro 5. Według pierwotnych założeń przewidywane było wprowadzenie do oferty pojazdów wyposażonych w silnik Renault DXi7, 6-cylindrowy, rzędowy, o pojemności skokowej 7,2 dm3, o mocy maksymalnej 235 kW (320 KM) osiąganej przy 2300 obr./min, i maksymalnym momencie obrotowym 1200 Nm przy 1200-1700 obr./min.
Jednostki napędowe zblokowane są z manualną 6-biegową skrzynią biegów ZF 6S-1200 lub automatyczną Allison T350R z integralnym zwalniaczem hydraulicznym (retarderem). W układzie jezdnym zastosowano osie firmy ZF z niezależnym zawieszeniem pneumatycznym z przodu, oraz sztywną osią tylną również zawieszoną na miechach pneumatycznych. W wyposażeniu standardowym tego modelu znajduje się elektroniczny system sterowania zawieszeniem ECAS. Układ jezdny uzupełniany jest przez dwuobwodowy układ hamulcowy firmy Wabco, hamulce tarczowe na obu osiach, system EBS (zawierający systemy ABS/ASR) i ESP (elektronicznej stabilizacji toru jazdy).
Nadwozia serii Eurolider zostały zaprojektowane od podstaw przez zewnętrzną firmę designerską i drugą firmę, która opracowała jego konstrukcję. Samonośny szkielet modelu A1213 wykonywany jest z zamkniętych profili o przekroju kwadratowym i prostokątnym, współpracuje on z ramą o konstrukcji kratownicowej. W górnej części nadwozia jest on wykonany ze stali o podwyższonej wytrzymałości, w części dolnej ze stali nierdzewnej. W opcji jest on wykonywany całkowicie ze stali nierdzewnej. Poszycie zewnętrzne wklejane do nadwozia wykonano ze stali nierdzewnej oraz tworzyw sztucznych (ściany przednia i tylna, nadkola boczne, dach i zderzaki), natomiast klapy boczne i tylną z aluminium. Do szkieletu wklejane są również szyby. Bryłę pojazdu charakteryzują ostre krzywizny, stosunkowo mała powierzchnia oszklona ścian bocznych oraz gięte szyby boczne. Pojemność bagażników podpodłogowych wynosi 6 m³.
Charakterystycznym elementem nadwozia pierwszych egzemplarzy modelu A1213C Eurolider były srebrzyste pasy, wykonane z polerowanego aluminium, umieszczone między i wokół przednich projektorowych reflektorów, na przednich drzwiach pod szybami, przy dolnej krawędzi pierwszych dwóch szyb bocznych oraz na tylnym podszybiu. Wyróżniającym się elementem nadwozia, pozbawionego listew ozdobnych, są również wystające zderzaki i malowane na czarno przednie podszybie.
Tylne drzwi o szerokości 720 mm, umieszczone między osiami, mogą być wyposażone w dodatkowe, wąskie skrzydło, zwiększające po otwarciu szerokość otworu drzwiowego do ponad 900 mm, otwierane ręcznie przez kierowcę w razie potrzeby (dla osób niepełnosprawnych). W progu drzwi instalowana jest winda Braun UVL w stanie złożonym wkomponowana w stopień w drzwiach środkowych. Otwarcie węższych drzwi odblokowuje dostęp do windy. Takie nietypowe rozwiązanie pozwala na przewożenie osób niepełnosprawnych i zamontowanie dodatkowej pary foteli. Fotel kierowcy ISRI posiada funkcję obracania. Zamontowano deskę rozdzielczą Siemens VDO współpracującą z instalacją elektryczną bazującą na magistrali CAN. Może być również montowana deska rozdzielcza zaprojektowana i wykonana w firmie Autosan.
Wyposażenie dodatkowe może obejmować klimatyzator przestrzeni pasażerskiej z oknami termoizolacyjnymi, klimatyzator kierowcy, system czujników cofania, system przeciwpożarowy DAFO, zestaw audio-wideo (odtwarzacz DVD i 2 monitory LCD), turystyczne fotele pasażerskie, wyposażenie foteli w stolik oraz siatkę na przedmioty podręczne, kołpaki kół.
Pierwsze pięciu sztuk, łącznie z egzemplarzem prototypowym, dostarczono do Szwecji.
W 2010 roku zmieniona została nazwa handlowa tego modelu na Autosan Eurolider 13.
Rodzina Eurolider została opracowana jako konstrukcja modułowa, co przyczynia się do obniżenia masy własnej pojazdu, umożliwia szybkie tworzenie nowych odmian, wdrożonych do produkcji w 2009 roku, a także skraca czas budowy pojedynczego autobusu i pozwala znacznie ograniczyć koszty ich produkcji.

## Galeria

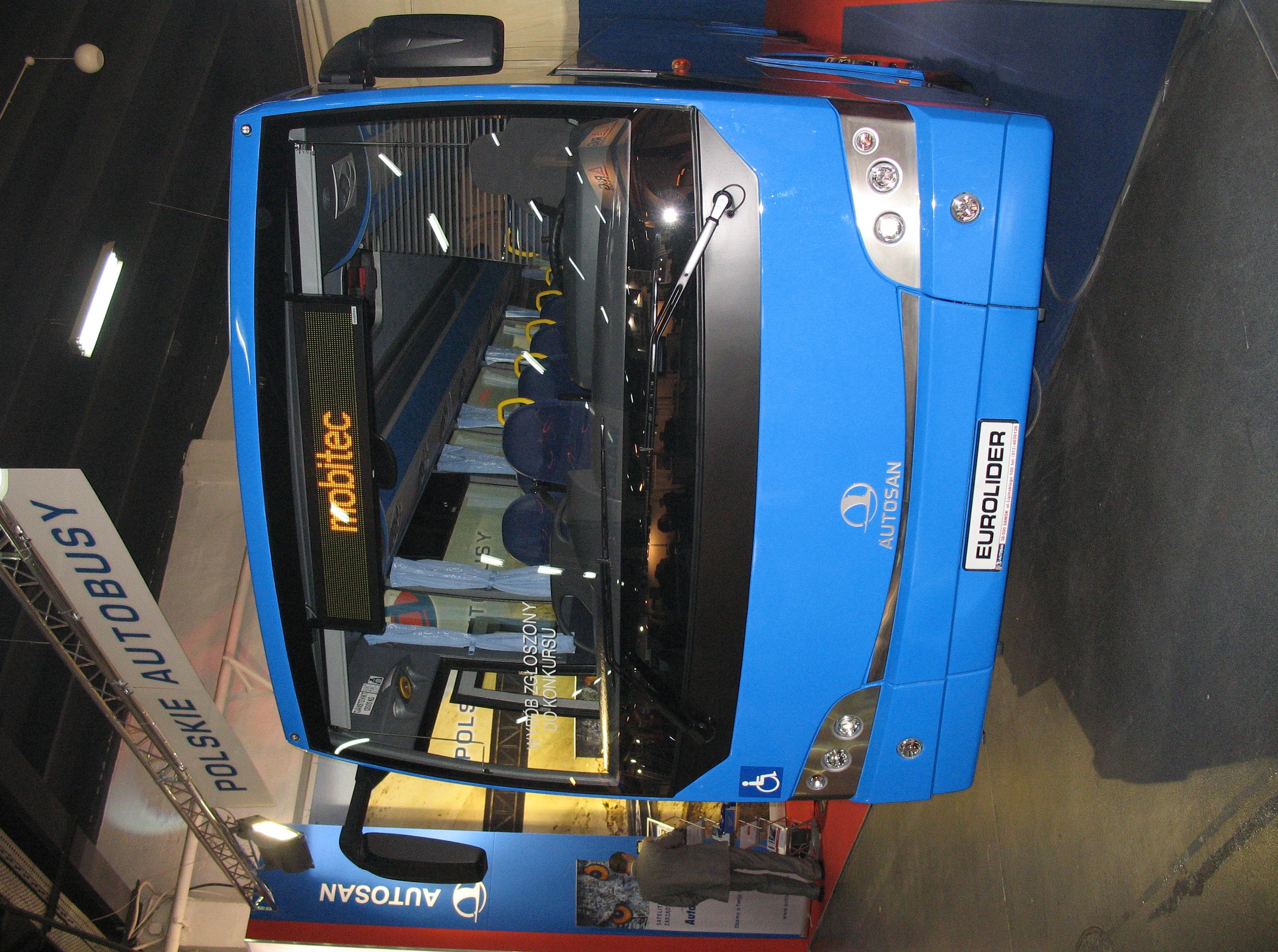
Ściana przednia modelu Autosan A1213C Eurolider w Kielcach
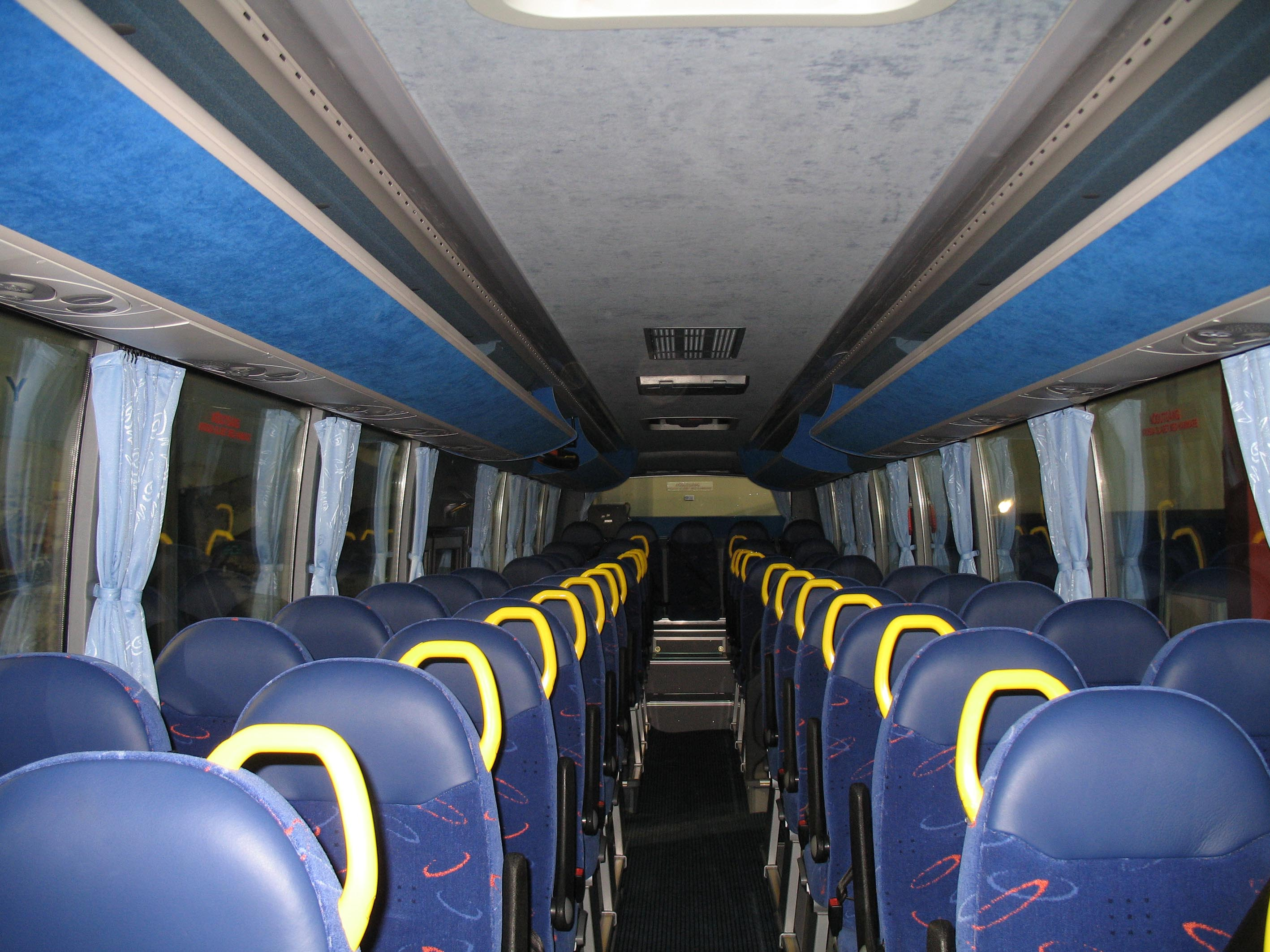
Wnętrze Autosana A1213C Eurolider
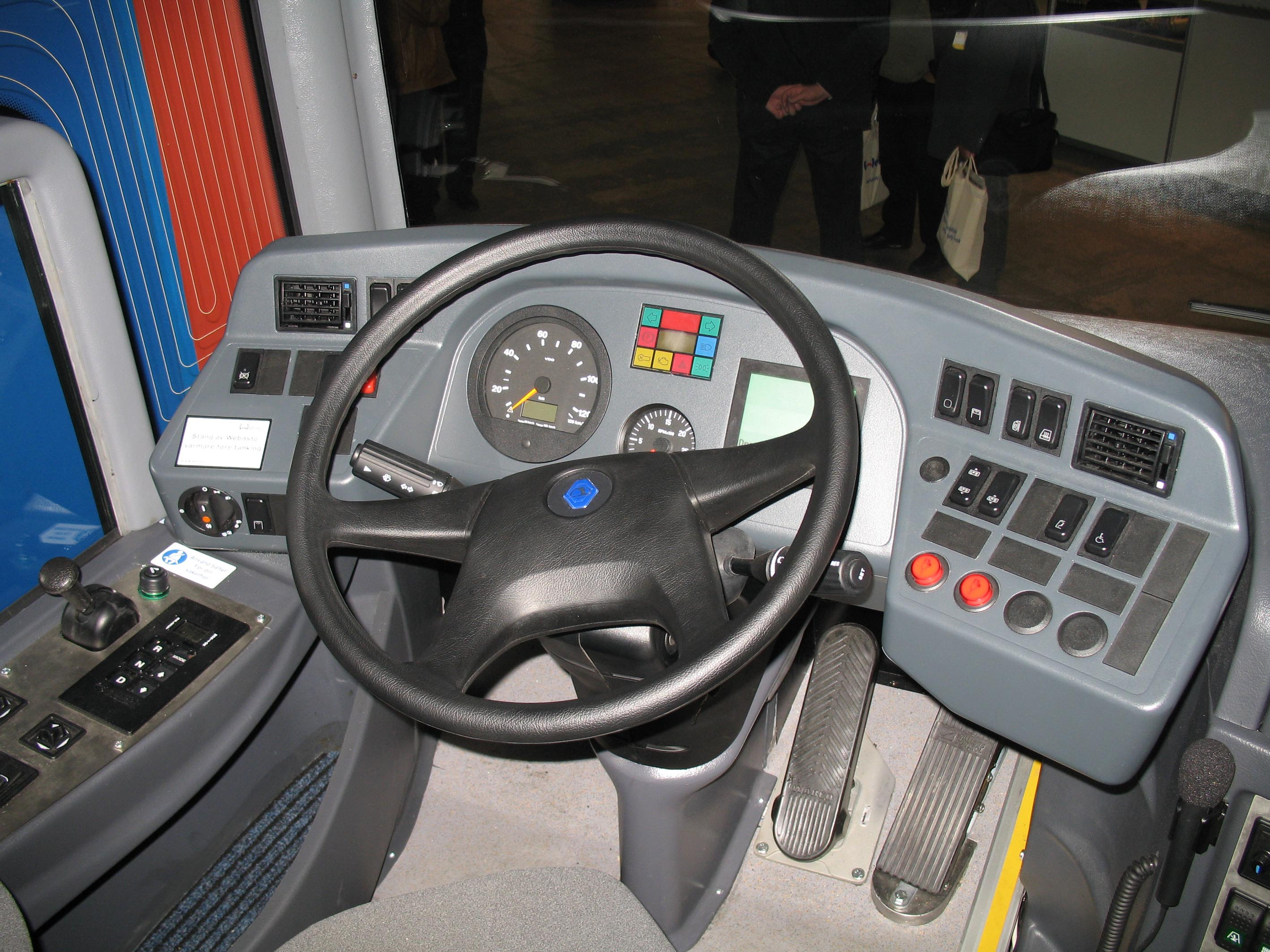
Deska rozdzielcza Autosana A1213C Eurolider
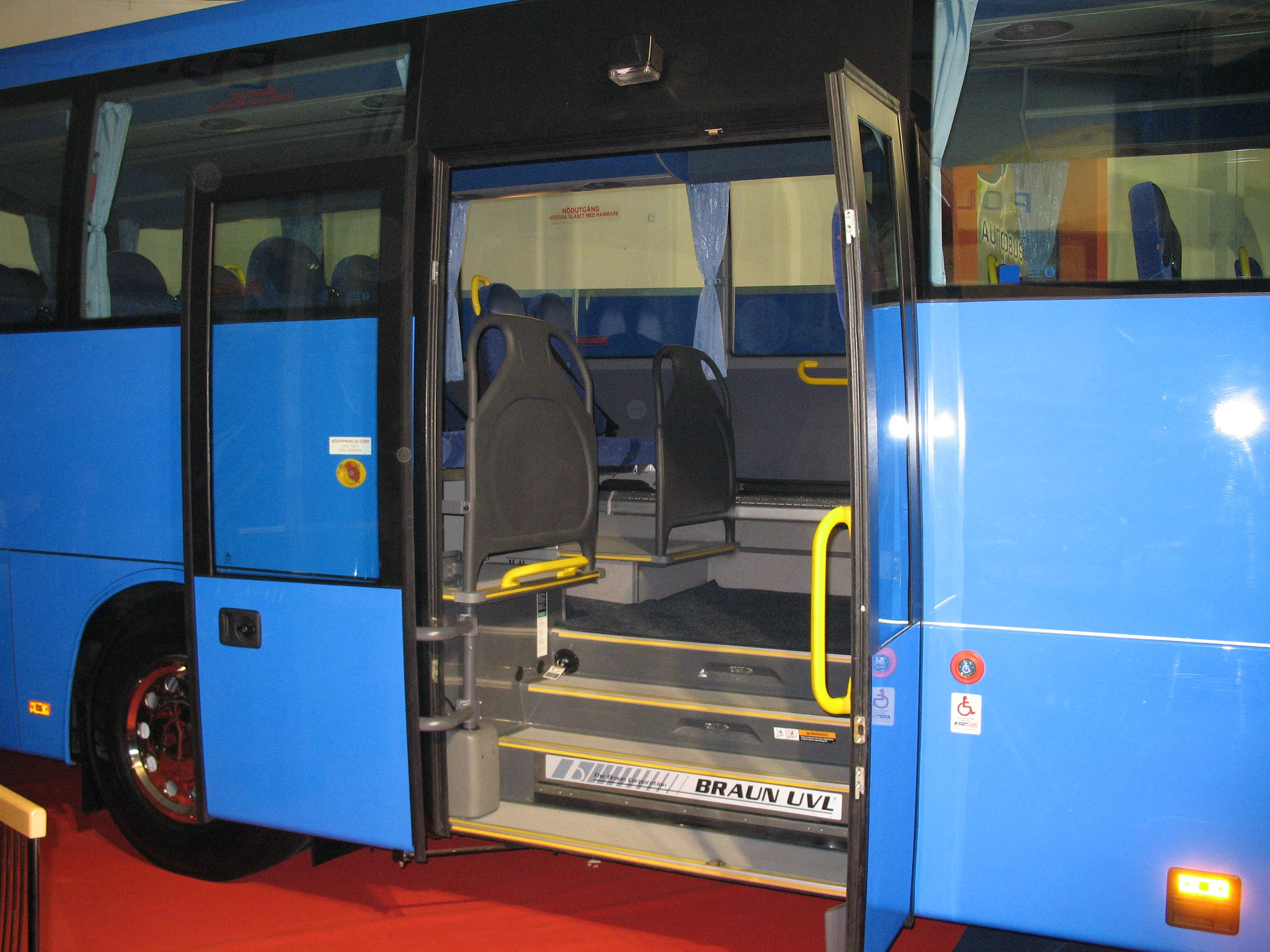
Środkowe drzwi Autosana A1213C Eurolider. Pierwsze (po lewej) otwierają się wzdłuż nadwozia, a drugie (po prawej) – prostopadle na zewnątrz.

## Autosan Eurolider 13LE
W czerwcu 2009 roku powstał pierwszy autobus w wersji niskowejściowej, o nazwie Autosan A1213CLE Eurolider z silnikiem Cummins ISB6.7e5 300 Euro 5 o pojemności 6,7 dm³ i mocy maksymalnej 221 kW (300 KM), dostosowanej do potrzeb komunikacji podmiejskiej i lokalnej. W układzie napędowym zastosowano automatyczną 6-biegową skrzynię biegów Allison T350R współdziałającą ze zwalniaczem, zaś w układzie hamulcowym system EBS firmy Wabco. Osie firmy ZF z hamulcami tarczowymi mają niezależne zawieszenie z przodu i zależne z tyłu. Alternatywnie z tyłu może być zamontowana oś Meritor. Model ten wyposażony został w sterowane automatycznie z miejsca kierowcy, pojedyncze drzwi o szerokości 900 mm i 1096 mm w układzie 1-1-0. W stosunku do modelu bazowego drzwi środkowe zostały nieco przesunięte w stronę przedniej osi. Istnieje możliwość zamontowania w nich rampy dla osób niepełnosprawnych oraz wygospodarowania miejsca na wózek inwalidzki na specjalnym pomoście umieszczonym naprzeciw drugich drzwi. Pojemność autobusu w zależności od rozplanowania wnętrza sięga 74–79 osób, w tym 47+2 miejsca siedzące oraz 25–30 dla osób stojących. Cztery fotele w rejonie przednich nadkoli zamontowano tyłem do kierunku jazdy. Przy stanowisku dla wózków inwalidzkich montowane są dwa rozkładane fotele, tzw. stramponenty. Zmniejszono do ok. 1,5 m³ pojemność bagażników podpodłogowych, zamiast nich wprowadzono duże półki bagażowe ponad przednimi siedzeniami.
Na zewnątrz niżej została poprowadzona dolna linia okien bocznych pomiędzy drzwiami, co przy nie zmienionej wysokości okien spowodowało wprowadzenie szerokiego pasa nadokiennego zamaskowanego szybami bocznymi. Zrezygnowano ze srebrzystych pasów zewnętrznych z polerowanego aluminium. Zastosowano zewnętrzne lampy oświetlające wejścia po otwarciu drzwi (wymagane w Szwecji). Wyposażenie dodatkowe autobusu może również obejmować klimatyzator przestrzeni pasażerskiej z oknami termoizolacyjnymi, system wentylatorów dachowych z tunelami, klimatyzator kierowcy, system czujników cofania, system przeciwpożarowy DAFO, system przyklęku ECAS, zestaw audio-wideo (odtwarzacz DVD i 2 monitory LCD), fotele uchylne, wyposażenie foteli w stolik oraz siatkę na przedmioty podręczne, obrotowy fotel kierowcy, tapicerowanie ścian bocznych, kołpaki kół.
Autobus niskowejściowy powstał głównie z myślą o rynkach zagranicznych, takich jak kraje skandynawskie (głównie Szwecja, gdzie trafiła pierwsza partia 20 szt.), bądź ewentualnie Czechy, Słowacja i Węgry, gdzie tego typu pojazdy są popularne. według pierwotnych założeń model ten miał być również dostępny z silnikami wysokoprężnymi Renault (Autosan A1213RLE Eurolider) lub Cummins ISL G zasilanymi gazem ziemnym. Szkielet nadwozi eksportowanych egzemplarzy jest w całości wykonany ze stali chromoniklowej.
W 2010 roku zmieniono oznaczenie tego modelu na Autosan Eurolider 13LE.